# Klooster Juliana
Het klooster Juliana was een benedictijns mannenklooster in het dorp Rottum in de Nederlandse provincie Groningen, gewijd aan de martelares Juliana van Nicomedië. Het kloosterzegel bevindt zich in het Groninger Museum. Het gold als het belangrijkste klooster in Hunsingo; de abt werd in de zestiende eeuw gezien als de belangrijkste prelaat in de Ommelanden. De abt was vanaf 1475 tevens proost van het decanaat Usquert, waardoor hij de geestelijke rechtspraak in het district leidde.

## Gebouwen
Het terrein van het klooster bestond uit een aantal gebouwen, die vanaf de 16e eeuw omringd werden door een binnen- en een buitengracht. Het huidige dorp Rottum ligt volledig binnen de vroegere buitengracht.
De belangrijkste gebouwen stonden binnen de binnengracht. Uit een reconstructie in 2011 komt naar voren dat het klooster een forse kruiskerk had van 47 meter lang, bestaande uit drie traveeën van elk 8 bij 9,5 meter (gereduceerde vierkanten), die aan oostzijde gevolgd werden door een transept (eveneens 8 bij 9,5 meter) met aan noord- en zuidzijde een travee (8 bij 7 meter) breed en een koortravee. Het is onbekend of de koorsluiting rond was of veelzijdig. De omvang maakte de kerk tot een van de grootste kerken van Noord-Groningen. Op een oude foto van de noordzijde van de vroegere kerk rond 1880 zijn muraalbogen zichtbaar, die de aanzetten moeten hebben gevormd van de gewelven boven de kruisgang, die afgaande op de grootte van de kloostermoppen ongeveer 4,5 meter boven het maaiveld moeten hebben uitgestoken.
Aan westzijde van de kerk bevond zich de zuidvleugel, ten noorden daarvan wordt een kruisgang vermoed, gevolgd door een gebouw van ongeveer 10 bij 24 meter, de noordvleugel. Deze gebouwen vormden de westelijke afbakening van een binnenplaats van bij benadering ongeveer 14 bij 17,5 meter. Ten noorden van het laatstgenoemde gebouw zijn de fundamenten gevonden van een losstaand poortgebouw, dat waarschijnlijk bij de binnengracht stond. Ook ten noorden van de kerk bevond zich een binnenplaats, omsloten door een kruisgang en aan noordzijde begrensd door een gebouw dat onderdeel vormde van de noordvleugel. Ten noordoosten van de noordvleugel bevond zich de tuin en ten noordoosten daarvan de boomgaard van het klooster. Ten zuidoosten van de kerk stond het vrijstaande abtenhuis. In het westelijke deel van het terrein bevonden zich in 1580 meerdere losstaande gebouwen, zoals een melkhuis, leerlooierij, smederij en kuiperij. In de omringende binnengracht lag aan noordoostzijde ook de viskenij. Het terrein had twee toegangen aan zuidzijde en een aan noordzijde. Tussen de buiten- en binnengracht bevonden zich een molen en een weverij. Tijdens de 16e eeuw werden in de buitengracht een aantal bastions aangelegd, die echter aan zuid- en oostzijde waarschijnlijk niet voltooid zijn.

## Geschiedenis

### Stichting en vroege periode
Het klooster werd waarschijnlijk tussen 1195 en 1210 door benedictijner monniken van de Abdij van Werden gesticht. Volgens een apocriefe overlevering stond hier ooit een heidense tempel, die door de missionaris Liudger was afgebroken. De eerste vermelding van het klooster dateert uit 1226.
In 1234 wordt in de Kroniek van Bloemhof een kluizenaar te Stitswerd genoemd die vanwege verzet tegen de Predikheren en hun Kruistocht tegen de Stedingers in Oldenburg (boeren die als 'ketters' waren bestempeld omdat ze zich niet wilden overgeven aan aartsbisschop Gerhard II van Bremen) tot een levenslange opsluiting in het klooster van Rottum werd veroordeeld. De kluizenaar was het niet eens met het wereldlijk gezag van de buitenlandse kerkelijke vorst. In 1252 werd door de abten van de kloosters Juliana, Aduard en Oldeklooster de keuren van Hunsingo (landrecht) opgesteld; voor het eerst gebeurde dit in het Fries in plaats van het Latijn. Het landrecht werd in 1399 herzien en in bewaring genomen door de toenmalige abten van de drie kloosters. In 1280, tijdens grote twisten over het redgerambt tussen de adel, werd een van de voorwerken van het klooster Juliana geplunderd door de Uithuizer gebroeders Godschalk (Goteschalk) en Ailbold (Aylbold) Aylbada, waarbij graan en huisraad werden meegenomen volgens de kroniek van Bloemhof. Rond 1340 verloor het klooster de parochierechten van Kropswolde.

### Bezittingen
Het klooster verwierf tijdens haar bestaan ongeveer 1180 hectare (1872 grazen) land, waaronder veengebieden bij Scharmer, Kolham en Kropswolde. Daarnaast bezat het klooster drie vijfde (aanvankelijk twee derde) van het eiland Rottumeroog; het resterende deel was eigendom van het Oldeklooster. Het nonnenklooster Bethlehem nabij Rottum was aanvankelijk een voorwerk van het klooster Juliana. Andere voorwerken waren Langenhuis (bij Doodstil), Papekop (bij Wadwerd), Kruisstee (bij Usquert), Nijenhuis (bij Helwerd) en mogelijk ook Barghuis (bij Onderdendam). Het klooster had verder een gebouw aan de Groningse Oude Ebbingestraat voor het Rode Weeshuis als refugium. Dit gebouw is verloren gegaan bij de bevrijding van Groningen in 1945. De kloosterkerk vormde tevens de kerk van de parochie. Het klooster had ook het collatierecht van de parochie Eelswerd, waarvan de dorpskerk op het kloosterterrein stond.

### Latere geschiedenis
In de 15e eeuw verarmde het klooster. In 1458 verkeerden de gebouwen in slechte staat. Kort na 1470 verkreeg het klooster daarom de rijke proosdij Usquert met de boerderij (steenhuis) Kruisstee, die eerder in handen was van een hoofdelingenfamilie. Abt Julianus van Ewsum verzocht de bisschop van Münster om goederen uit de proosdij te mogen verkopen. Uiteindelijk geschiedde zo na de dood van de laatste proost, maar de proosdij weigerde dit te accepteren, waarop Paus Sixtus IV moest bemiddelen om de vrede tussen klooster en overige gerechtigden op de proosdij te herstellen, hetgeen uiteindelijk in 1480 geschiedde. Later werd een afzonderlijke rechter aangesteld, die op de Kruisstee woonde. Rond 1470 tekende het klooster ook samen met onder andere het klooster van Aduard en het Grijzemonnikenklooster (Menterne; bij Baamsum) het Protestatio abbatum frisiorum ("protest van de Friese abten") tegen de verkorting van het erfrecht voor geestelijken, aangezien dit ook een beperking van de inkomsten vormde. Na deze periode ging het weer beter met de financiële situatie van het klooster en mogelijk zijn er daarna ook uitbreidingen tot stand gekomen. Eind 15e, begin 16e eeuw, tijdens de moeilijke periode van de Saksische Vete, leefden in Juliana en het nonnenklooster bij Bethlehem tezamen ongeveer 50 tot 60 monniken en nonnen en ongeveer evenveel 'schamelen en bedeelden'. Graaf Edzard I van Oost-Friesland deed in 1517 een inval in het gebied, waarbij Rottum, Usquert en Warffum vooral werden getroffen en het klooster waarschijnlijk flinke schade opliep.

### Verval en afbraak

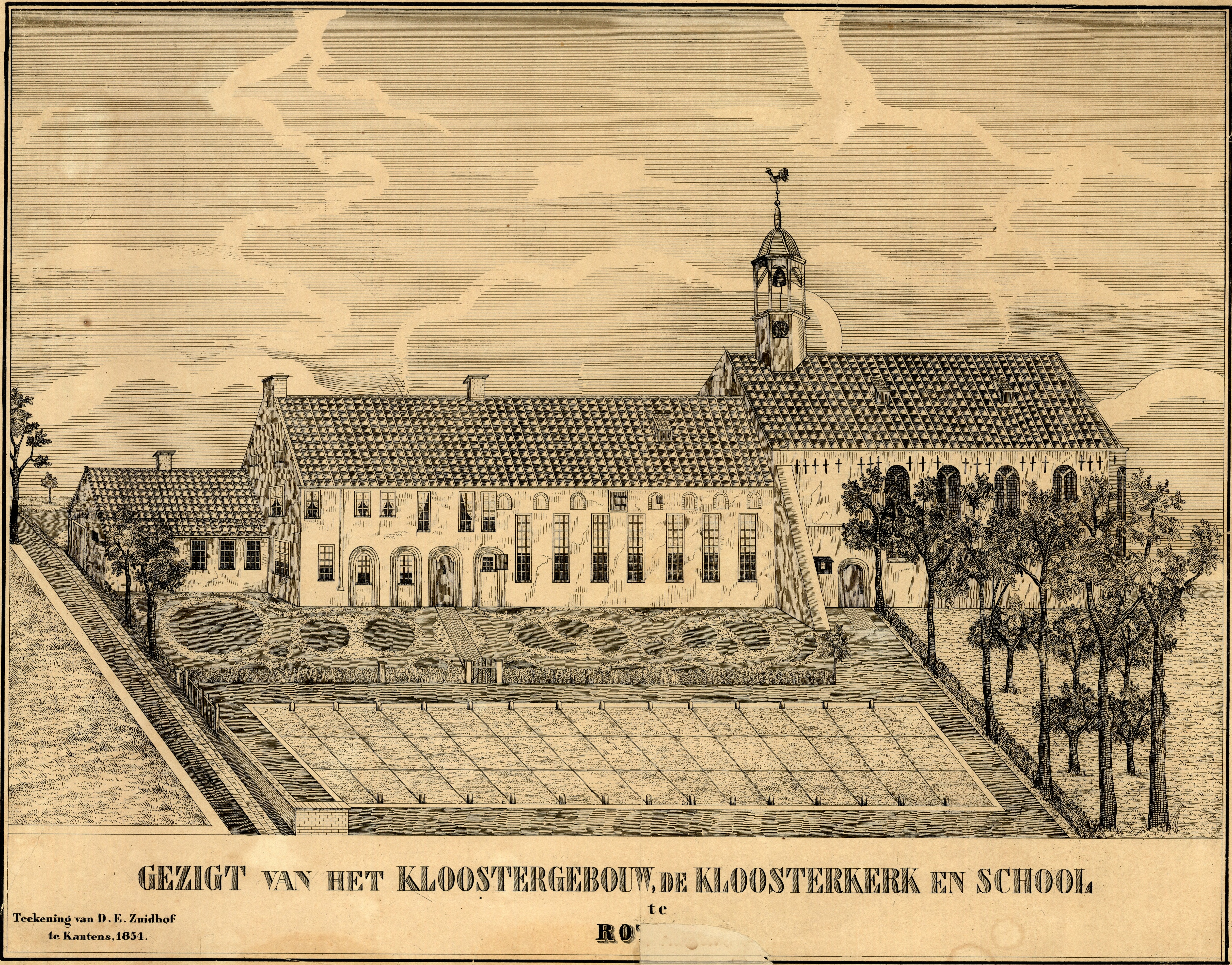
Het klooster, de kloosterschool en kloosterkerk te Rottum op een tekening van Derk Everts Zuidhof uit 1854

Het kloosterterrein werd in de zestiende eeuw verfraaid met een dubbele gracht. Mogelijk gebeurde dit aan het begin van de Tachtigjarige Oorlog als bescherming tegen overvallen. In 1569 werd het klooster geplunderd door watergeus Bartholt Entens van Mentheda. In 1577 werd de abt van het Julianaklooster samen met de Ommelander abten van Aduard, Selwerd, Thesinge en Oldenklooster (bij Delfzijl) gevangengezet door de stad Groningen in een conflict over het stapelrecht. Nadat verschillende van hen ziek waren geworden en een (Arnoldus Kenninck van Aduard) zelfs door de ontberingen was overleden, zonden de staten vanuit Brussel tevergeefs de afgevaardigden Marnix van Sint-Aldegonde en Nicaze de Sille (Nicasius Silla) om te bemiddelen. Een poging om de mannen met geweld te bevrijden mislukte nadat Barthold Entens (dezelfde die eerder het klooster plunderde) die hiertoe was uitgezonden, gevangen werd genomen door de stadjers in Coevorden. Uiteindelijk, nadat bleek dat de stadsgilden weigerden het stapelrecht in te perken, liet het stadsbestuur de Ommelander abten en Entens in het geheim vrij.
In 1580 koos de luthersgezinde abt Jodocus Oxius als enige Ommelander abt voor het protestantisme en voor de Staatsen; hij trad in 1581 af en vluchtte naar Norden, waar hij in het huwelijk trad met een begijn, met wie hij al langer een relatie had. De buitengracht werd aan west- en noordwestzijde met (waarschijnlijk drie) bastions versterkt tegen de Spanjaarden. In 1586 werd het klooster echter toch in brand gestoken en in 1587 deels verwoest door de Spanjaarden. Op 18 september 1587 werd het in opdracht van Willem Lodewijk van Nassau geplunderd door een groep van 600 tot 800 watergeuzen onder leiding van Matthijs Knoop. De monniken vluchtten na deze aanval naar het refugium aan de Oude Ebbingestraat in Groningen.
Het klooster werd bij de alteratie in 1594 eigendom van Stad en Lande, die de kloostergoederen later verkocht, waaronder het refugium in 1607. De dertiende-eeuwse kloosterkerk bleef in gebruik. De laatste abt, Bernard Menssen, werd de eerste predikant en huurde vanaf 1595 het abtenhuis. Geleidelijk raakte het klooster in verval. De kloosterkerk was volgens het Resolutieboek van Gedeputeerde Staten van 1629 'so bouwvallig [...] dat sie sonder merclicke reparatie niet langer kan subsisteren' en werd daarop hersteld. In 1658 voelde men zich echter genoodzaakt om het oostelijke deel van de kloosterkerk te slopen, de kerk te verkleinen en te voorzien van een driezijdige sluiting. In dat jaar werden ook veel kloostergebouwen gesloopt. Alleen de zuidelijke vleugel van het klooster, ten westen van de kerk, bleef bestaan. Hier werden pastorie en kosterij ondergebracht, terwijl aan westzijde van de vleugel een schooltje verrees. Bij de sloopwerkzaamheden ging ook een groot deel van de radiaire structuur van de wierde van Rottum verloren. In 1855 werd de noordelijke vleugel afgebroken, waarvan het puin werd gebruikt voor het verharden van de weg. Ten slotte viel in 1885 de kloosterkerk ten prooi aan de slopershamer. Op de fundamenten verrees in 1889 de huidige kerk van Rottum. In 1907 en 1908 werd de zuidoosthoek van de wierde van het klooster afgegraven. De rest is echter nog grotendeels intact. Begin 21e eeuw is het terrein op kaarten gereconstrueerd aan de hand van de kadastrale minuut van 1832, diverse oudere kaarten en een plattegrond die door Jan Gerrits Rijkens in 1837 werd gemaakt.
Van het klooster resteren delen van de grachten en de verdedigingswal daartussen aan noordwest- en westzijde van Rottum. Een deel werd in 1999 illegaal vergraven.

## Abten
Enkele van de bekendste abten van het klooster waren Gerardus Synellius (later laatste abt van Klooster Marienthal) en de eerder genoemde Jodocus Oxius (Joost Zuur, omgekomen door kanonskogel bij Oterdum).